# Plestiodon latiscutatus
Plestiodon latiscutatus là một loài thằn lằn trong họ Scincidae. Loài này được Hallowell mô tả khoa học đầu tiên năm 1861.

## Hình ảnh

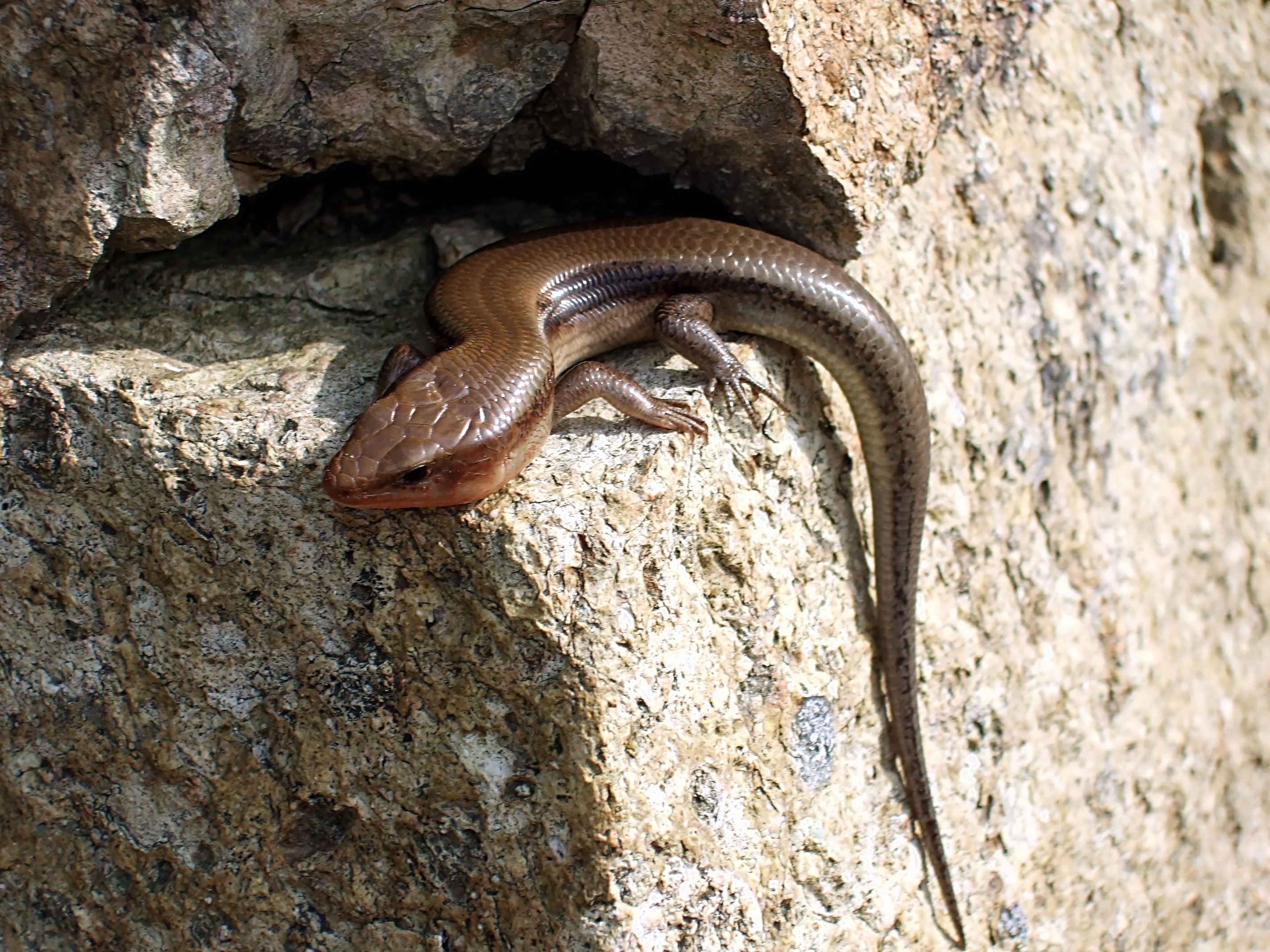
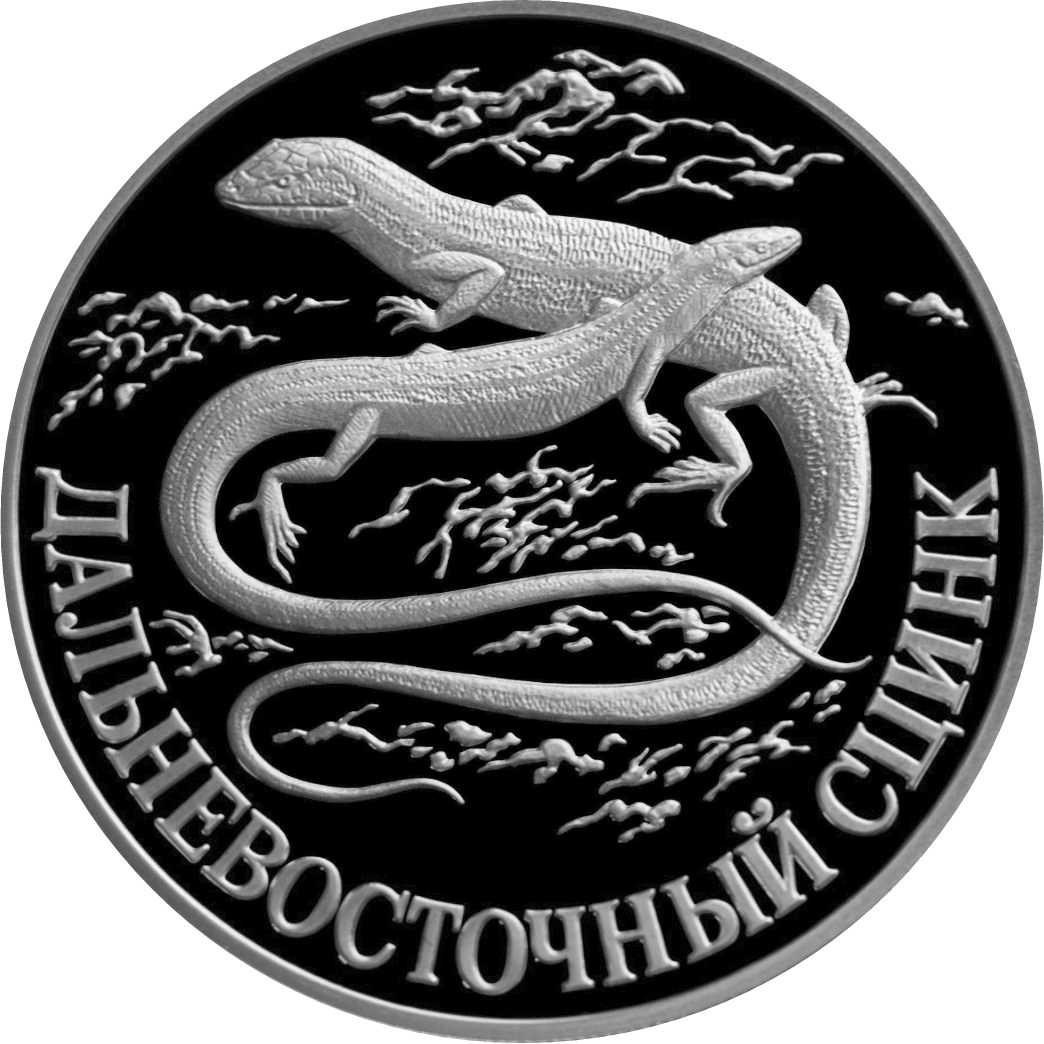
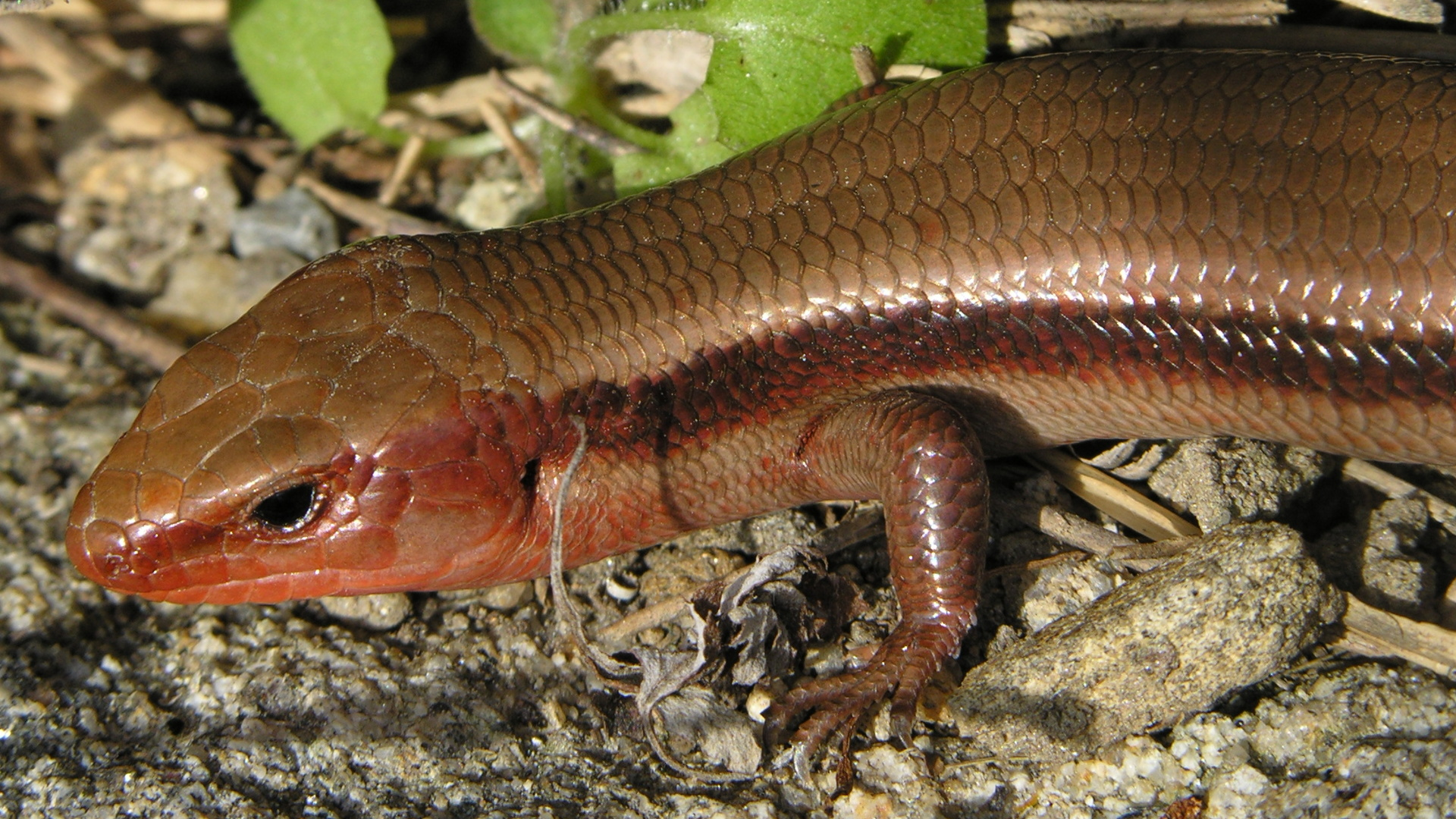
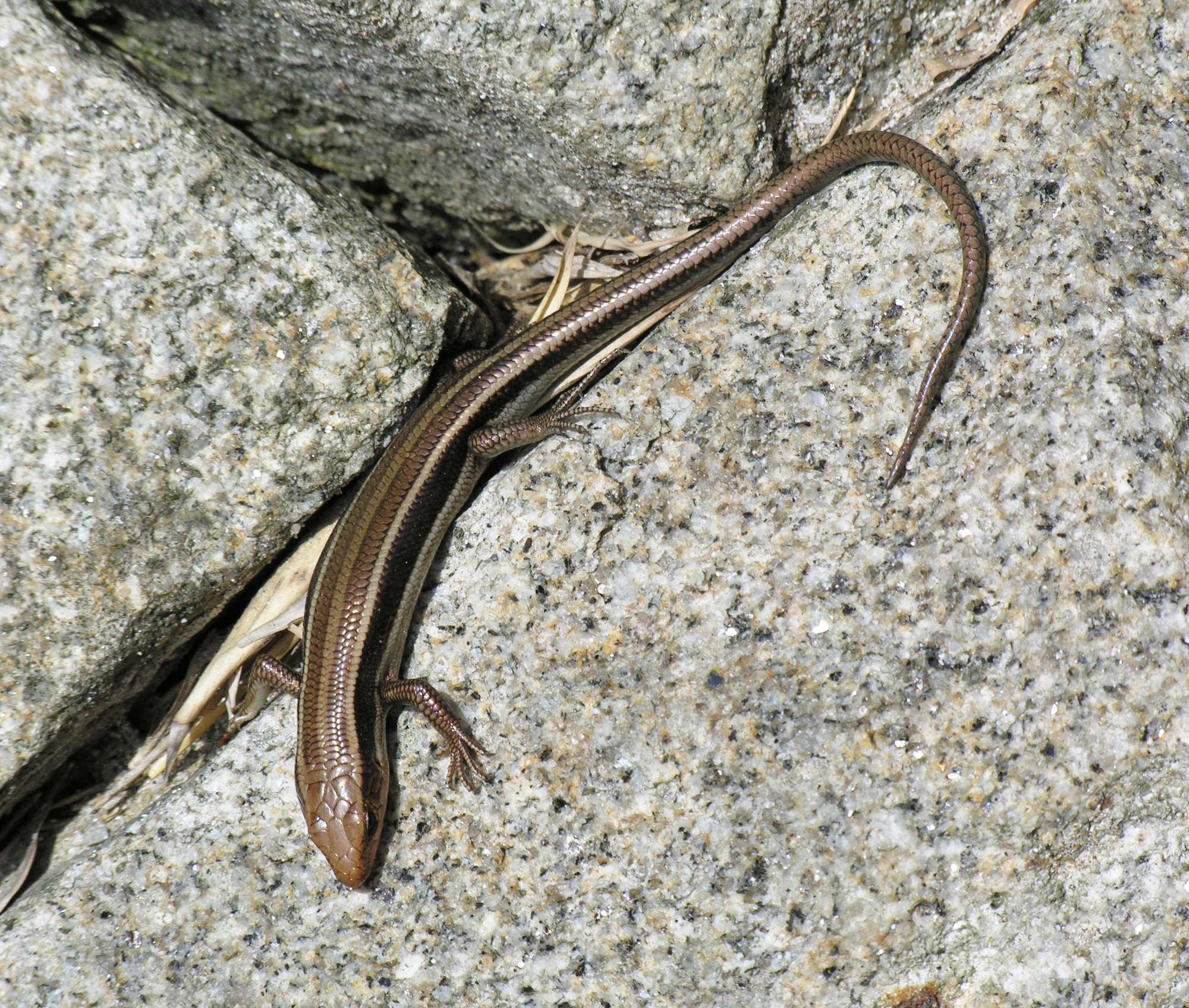